# 痴漢冤罪
痴漢冤罪（ちかんえんざい）は、痴漢をしていないにもかかわらず、痴漢をしたとして扱われる冤罪の一種。本項目では、痴漢の誤認逮捕についてもあわせて説明する。個別の事件については「Category:痴漢冤罪」も参照。

## 概要
2000年ごろから徐々に問題とされはじめ、2007年公開の映画『それでもボクはやってない』をきっかけに広く世に知られるところとなった。しかし、この映画では主人公による痴漢行為は冤罪か事実かどうかは作中で描かれないため、マスコミ試写の後に有罪か無罪かの判決投票が行われた。
原因としては、被害者による犯人の錯誤や犯罪の有無の錯誤、被害者とされる者による金銭や恨みが動機のでっち上げ、警察や検察の捜査の杜撰さなどが挙げられる。また、痴漢していながら痴漢冤罪を主張する者も存在する。痴漢冤罪については、被害そのものは事実で別人を犯人と誤認したものであり、捜査の問題を「女性が悪い」として女性叩きに利用されていると『痴漢とはなにか　被害と冤罪をめぐる社会学』著者の牧野雅子は語った。

## 現状

### 司法
司法においては、衣服の指紋の採取や、被疑者の指に付着した衣服の繊維、被害者の体液や皮膚の組織などのDNA鑑定など、より先進的かつ客観的な物的証拠が求められており、これらの物的証拠は、起訴段階もしくは審理において重要視される。2017年7月19日に埼京線で発生した集団痴漢事件では、警察は防犯カメラ（事件のあった1号車には防犯カメラが設置されている）の映像などの物的証拠を調べた上で被疑者4人を逮捕している。

### 社会
2015年9月、ジャパン少額短期保険が事件発生後48時間以内の弁護士費用を補償するサービス『痴漢冤罪ヘルプコール付き弁護士費用保険』を開始し、2017年に痴漢の被疑者が線路内を逃走するトラブルが相次いで報道されたことを受け、加入者が急増した。

## 問題点
社会復帰の困難性
これらの問題は、逮捕された時点で、あたかも犯罪者であるかのように扱うマスメディアの影響もある。2000年代に無罪判決が相次いだため、東京地方裁判所は、痴漢被疑者の勾留請求を原則却下している。東京地裁は被疑者に「事件があった路線を利用しない」誓約書への署名を求め、被疑者が署名した場合は、警視庁からの勾留請求を却下している。
虚偽申告
警察庁長官吉村博人は2009年4月の定例記者会見で、極めて少数だが痴漢被害を偽装する者がいると述べた。このようなケースでは、男性共謀者が存在したり（いわゆる美人局）、主犯が男性の場合も多い。2008年に発生した大阪市営地下鉄御堂筋線での事件では、大阪地方裁判所にて主犯の男は懲役5年6か月の実刑判決を宣告され、共犯の女は懲役3年執行猶予5年の判決をそれぞれ受けた。2017年6月には、Osaka Metro堺筋線の車内で共謀の女に対し、わざと痴漢をさせて被害をでっち上げたとして、21歳の男と26歳の女が逮捕監禁と虚偽告訴の疑いで逮捕された。
検挙のための検挙
痴漢被害者が、痴漢加害者が誰か正確に認識できず、告訴をためらっていた場合でも「警察が責任を持つ」「後戻りはできない」と、警察官が被害者に告訴を強要する場合もある。
推定無罪の原則
本来、刑事裁判における犯罪の証明には、捜査機関が「被告人が犯罪をした証拠」を提出する必要がある。1審で有罪になると、新証拠が出されないと無罪になりにくい。

## 有識者の見解
実際に起こった事件に関しては、鉄道関係者は「疑いをかけられた時点で、逮捕を逃れることは不可能に近い」「走って逃げても取り押さえられたらお終い」とコメントしている。一方、「その場から動かずに弁護士を呼ぶべき」と主張する大学教授や、「強引に逃げるとそれ自体が犯罪になるリスクがある（例えば、誰かにぶつかり怪我をさせれば傷害罪に問われる可能性がある）。名刺を渡すなどした上でその場を立ち去るべき」と主張する弁護士もいる。また、警視庁は「申告があれば何でも逮捕するわけではなく、申告内容や第三者の目撃の有無などを検討してから判断する」としている。
『行列のできる法律相談所』では、2008年に4名中2名の弁護士が「走って逃げるのが最善」と回答し、2016年には4名中3名の弁護士が「現場から立ち去るべき」と回答したが、2017年の『しくじり先生 俺みたいになるな!!』では嫌疑をかけられた瞬間に両手を上げ「今から何も触らないから繊維検査とDNA検査をやってくれ！」と叫ぶ方法を、弁護士の北村晴男が指南した。コラムニストの尾藤克之は女性の申告のみを採用する鉄道会社のマニュアルに問題があると指摘し、鉄道各社はマニュアルの存在を明らかにするべきだと解説している。

## 作品

### 主題とした作品

#### 映画
- 『それでもボクはやってない』(2007年)

#### テレビドラマ
- 『土曜ワイド劇場「京都のテミス女裁判官」・美人判事を襲う夫殺しの罠!チカン裁判不連続殺人事件』（2004年、テレビ朝日）
- 『誰かが嘘をついている』（2009年、フジテレビ）
- 『ドラマスペシャル「白日の鴉」』（2018年、テレビ朝日）

#### 小説
- 筒井康隆『懲戒の部屋』1968年発表。
  - 同作は短編集『アルファルファ作戦（早川書房より刊行。のち中公文庫）』に収録されていたが、2002年に同作を表題作とする短編集『懲戒の部屋 〜自薦ホラー傑作集1〜（新潮文庫）』に収録された。2020年4月に刊行された短編集『堕地獄仏法/公共伏魔殿（竹書房文庫）』にも収録された。
  - 1997年2月5日~11日に舞台版が『両国シアターΧ（カイ）』にて劇団『BIG FECE』公演『筒井ワールド4』の一作として上演された。「座敷ぼっこ」「こぶ天才」「懲戒の部屋」「最高級有機質肥料」 脚本、演出：伊沢弘 監修：川和孝 出演：千田隼生 佐藤昇 吉宮君子 名倉右喬 津川友美 他[リンク切れ]。
- 小杉健治『残り火』 　2012年

#### 音楽・歌謡
- 『おっとCHIKAN!』歌：おニャン子クラブ
- 『痴漢電車』角松敏生アルバム『存在の証明（2000年）』収録曲

### エピソードの1つとして扱った作品

#### テレビドラマ
- 『弁護士のくず』第6話
- 『佐々木夫妻の仁義なき戦い』第4話
- 『黒の女教師』第3話
- 『そこをなんとか』第6話
- 『花村大介』第4話
- 『Woman』第4話
- 『PTAグランパ!』第7-8話
- 『示談交渉人 ゴタ消し』

#### テレビ番組
- 『奇跡体験!アンビリバボー』 2013年11月7日放送分
- 『行列のできる法律相談所』 2016年3月20日放送分
- 『しくじり先生 俺みたいになるな!!』2017年8月20日放送分

#### 漫画
- 『カバチタレ!』
- 『ミナミの帝王』原作：天王寺大　作画：郷力也
- 『出るトコ出ましょ!』
- 『弁護士のくず』
- 『さよなら絶望先生』（久米田康治著）第84話「古事つけ記」
- 『怨み屋本舗』（栗原正尚著）第3巻第13話『満員電車の罠』